# PC-station
РС-station — перший у світі ультратонкий комп'ютерний термінал, в якому немає процесора, жорсткого диска, CD-ROM і вентилятора, необхідних персональному комп'ютеру. Розмір терміналу: 115 мм х 115мм x 26 мм.

## Термінальний доступ
Мережеві технології постійно розвиваються, і тепер не потрібно купувати для кожного співробітника персональний комп'ютер, а буде потрібно всього один звичайний комп'ютер і від 1 до 32 термінальних (тонких) клієнтів РС-station. Тонкий (термінальний) клієнт (англ. thin client) в комп'ютерних технологіях — бездисковий комп'ютер-клієнт в мережах з клієнт-серверною або термінальною архітектурою, який переносить всі або велику частину завдань з обробки інформації на сервер.

## Області використання
- У офісах підприємств, для скорочення витрат на утримання.
- На виробничих підприємствах, при неможливості використовувати звичайні ПК.
- У школах і вищих навчальних закладах, для збільшення кількості користувачів.
- Для лікувальних установ, де роль комп'ютерів постійно зростає.
- Для call-центрів, оскільки оператори лише реєструють дзвінок.
- У суспільних місцях: бібліотеках, інтернет-кафе, базах відпочинку, в супермаркетах і таке інше.

## Недоліки персональних комп'ютерів
1. Працюючи за персональним комп'ютером, офісні працівники використовують 10-20% його можливостей і його вартості. При цьому компанія втрачає 80%-90% вкладених грошей.
2. Персональні комп'ютери постійно вимагають оновлень апаратної частини: зміни процесора, додавання пам'яті, щоб працювати з новим програмним забезпеченням.
3. У персональних комп'ютерах часто виходять з буд блоки живлення і жорсткі диски.
4. Через зовнішні накопичувачі можливе зараження вірусами, витік важливих даних і комерційної інформації.
5. Реальний термін життя комп'ютера в офісі становить від 1 до 3 років.
6. Для кожного персонального комп'ютера необхідно набувати ліцензійного програмного забезпечення, а стандартний офісний набір дорівнює вартості персонального комп'ютера.

## Переваги РС-station
- Надійний захист капіталовкладень
  - Тонкі клієнти не потрібно модернізувати
  - Вартість комп'ютерних терміналів значно менше персональних комп'ютерів.
- Досить провести модернізацію головного комп'ютера, якщо не вистачає обчислювальних ресурсів для термінальних клієнтів
  - Економія електроенергії: потужність блоку живлення терміналу — 5 Вт (для порівняння ПК — від 200 до 450 Вт). Кожне робоче місце, оснащене тонким клієнтом РС-station економить 700кВт/год в рік.
- Використання периферійних пристроїв
  - Залежно від моделі до тонкого клієнта можна підключити USB пристрій (флеш-пам'ять, принтер або сканер), мікрофон і широкоформатний монітор.
- Тонкі клієнти термінали надійніші
  - Надійність системи підвищується за рахунок відсутності механічних компонентів і спрощеної архітектури тонкого клієнта
  - Термін служби терміналів більший, ніж в робочих станцій.
- Інформація зберігатися безпечно 
  - Вихід з ладу тонкого клієнта не приведе до втрати інформації, тому що вона зберігається на головному комп'ютері — сервері термінальних клієнтів
  - Відсутність дисків і дисководів знижує ризики просочування інформації і занесення в систему вірусів
  - Можливість несанкціонованого перехоплення унеможливлюється програмним шифруванням даних.
  - Зберігання даних і налаштувань на сервері тонких клієнтів спрощує процедури резервного копіювання.
- Адміністратор легко справляється з терміналами
  - Клієнт термінального сервера не може порушити стабільність роботи сервера тонких клієнтів
  - Термінальний доступ легко адмініструється
  - Легко контролювати користувачів і управляти програмним забезпеченням термінального клієнта
  - Встановивши термінальний сервер, можна легко обмежити доступ до небажаних ресурсів.
- Швидкий доступ до віддаленого робочого столу 
  - Користувач отримує доступ до свого віртуального робочого столу на будь-якому термінальному клієнтові, підключеного до сервера терміналів
  - Налаштування нового тонкого клієнта займає декілька хвилин, після чого клієнт термінального сервера відразу потрапляє на робочий стіл зі своїми програмами.
- Локальна мережа не завантажена за рахунок вивільнення ресурсів
  - Термінальний доступ відрізняється тим, що на тонкий клієнт передається лише стани екрану, тоді як на персональний комп'ютер можуть передаватися значні об'єми даних
  - Хорошим прикладом таких програм є 1С. Коли сервер і клієнтська частина 1С знаходиться на одній машині, то не відбувається пересилка бази даних 1С по мережі і програми працюють набагато швидше.

## Застосування
Ультратонкі клієнти РС-station мають дві лінійки пристроїв:
1. Зв'язок з термінальним сервером забезпечується за допомогою стандартного протоколу RDP (Remote Desktop Protocol)
2. Зв'язок з сервером терміналів забезпечується за допомогою протоколу UXP (User extension Protocol)

### Ультратонкі клієнти, що використовують стандартний протокол RDP
- Тонкі клієнти працюють під управлінням операційної системи Windows CE 5.0. Зв'язок термінального клієнта РС-station з сервером терміналів забезпечується по протоколу RDP 5.Х (Remote Desktop Protocol — протокол віддаленого робочого столу).
- Клієнти термінального сервера підтримують операційні системи Windows Server 2000/2003/2008, Windows Xp/vista/7, Linux.
- Термінальний клієнт підтримує практично все USB флеш диски.
- Тонкі клієнти підтримують USB адаптери Wi-fi для використання в безпровідних мережах з безпечними протоколами: WPA-2, Temporal Кеу Integrity Protocol (TKIP), Message Integrity Code (MIC), 802.11 Authentication (EAP), PEAP-GTC.
- Клієнти термінального сервера підтримують USB принтери і контроллери.
- Мініатюрний дизайн, що дозволяє кріпити ультратонкий клієнт на задній стінці монітора.
- Немає рухомих частин, немає вентиляційних отворів, що дозволяє тонкому клієнтові працювати в запорошених приміщеннях
- Комп'ютерні термінали споживають всього 5 Вт електроенергії, що більш ніж в 50 разів менше звичайного системного блоку.
- Всю роботу по передачі віддалених робочих столів виконує «холодний» процесор, що не вимагає активного охолодження

### Ультратонкі клієнти використовують для зв'язку протокол UXP
- Працює під управлінням компактною, ушитою, не оновлюваною користувачем операційною системою, до складу якої входить лише додаток безпечного підключення до віддаленого комп'ютера.
- Зв'язок тонкого клієнта РС-station з сервером тонких клієнтів забезпечується по високопродуктивному протоколу User extension Protocol (UXP), який працює в звичайній локальній мережі Ethernet.
- Підтримують операційні системи Windows 2000/XP/2003 або Linux
- Термінальний сервер власної розробки (UTC terminal services) розподіляє ресурси комп'ютера між незалежними сесіями термінальних користувачів, так що кожен користувач отримує свій робочий стіл і доступ до ресурсів комп'ютера.
- Програмне забезпечення UTC terminal services централізовано управляє термінальними клієнтами: доступом до локальних дисків і пристроїв, використанням локального порту USB.
- Тонкі клієнти повністю сумісні із стандартними застосуваннями: офісні програми, інтернет, електронна пошта, бази даних, програми бухгалтерського обліку і таке інше
- Термінальні клієнти не мають отворів і не збирають пил, що дозволяє їм працювати в запорошених приміщеннях.
- Всю роботу по передачі віддалених екранів виконує «холодний» процесор, що не вимагає активного охолоджування.
- Комп'ютерні термінали споживають всього 5 Вт електроенергії, що більш ніж в 50 разів менше звичайного системного блоку.
- Клієнти термінального сервера мають високу міру захисту інформації — немає локальних пристроїв для зберігання інформації.